# Sukawening (Sukawening)
Sukawening is een bestuurslaag in het regentschap Garut van de provincie West-Java, Indonesië. Sukawening telt 5063 inwoners (volkstelling 2010).